# Fernand Koekelberg
Fernand Koekelberg est commissaire général de la police fédérale belge de 2007 à 2011. Il succède à Herman Fransen.  

## Biographie
Il commence sa carrière à la gendarmerie en 1972 alors que cette dernière fait encore partie des forces armées. Il effectue des études en droit et est diplômé de l'ULB.  Il a passé l'essentiel de sa carrière dans des cabinets ministériels, notamment celui de la justice avec Melchior Wathelet.

## Polémique
Le jeudi 3 mars 2011, à la suite de deux voyages officiels au Qatar afin de présenter sa candidature à Interpol, voyages dont le second aurait coûté la somme de 92 000 EUR, un parti politique belge, la N-VA, demande la démission de Fernand Koekelberg de son poste de commissaire général de la police fédérale.
À la suite de cette polémique et des relations jugées ambiguës avec sa secrétaire personnelle, à qui il aurait accordé une promotion sujette à caution, le 6 mars 2011, il annonce qu’il démissionne.
Paul Van Thielen, le directeur général de la police judiciaire, le remplace le 7 mars 2011, en interim pour une durée indéterminée.